# Ändholm
Ändholm är en ö i Finland.   Den ligger i kommunen Ingå i den ekonomiska regionen  Raseborg  och landskapet Nyland, i den södra delen av landet, 70 km väster om huvudstaden Helsingfors. Arean är 0,57 kvadratkilometer.
Terrängen på Ändholm är mycket platt. Öns högsta punkt är 21 meter över havet. Den sträcker sig 1,1 kilometer i nord-sydlig riktning, och 0,8 kilometer i öst-västlig riktning.